# Гострячка надрізана
Гострячка надрізана (Lophozia incisa) — вид печіночників порядку юнгерманіальних (Jungermanniales).
Вид вважається синонімом до Schistochilopsis incisa (Schrad.) Konstant.

## Поширення
Батьківщиною є Європа, Макаронезія, Азія, Північна Америка, Південна Америка.
Живе на сирому гумусі, на безвапняних силікатних породах, рідше на суглинному ґрунті або торфі. У альпійських місцевостях часто росте на гумусі в карликових чагарниках, чагарниках і кам'янистих місцях.

## Характеристика
Вид утворює килимки від блакитно-зеленого до трав'янисто-зеленого забарвлення. Від розпростертих до висхідних рослини довжиною до 1 см, шириною до 3 мм, густо облистнені, нижня сторона густо вкрита ризоїдами. Похиле листя розділене на дві шипуваті зубчасті частки приблизно на третині довжини листа. Клітини листя мають тонкі стінки зі злегка потовщеними кутами клітин і мають розмір від 35 до 40 мікрометрів. На одну клітину припадає до 50 масляних тілець. Статевий розподіл дводомний. Часто присутні спорогони та виводкові тіла. Верхнє листя часто містить жовто-зелені скупчення виводкових тіл, чотири-п’ятикутних і одно-двоклітинних.